# Hałda

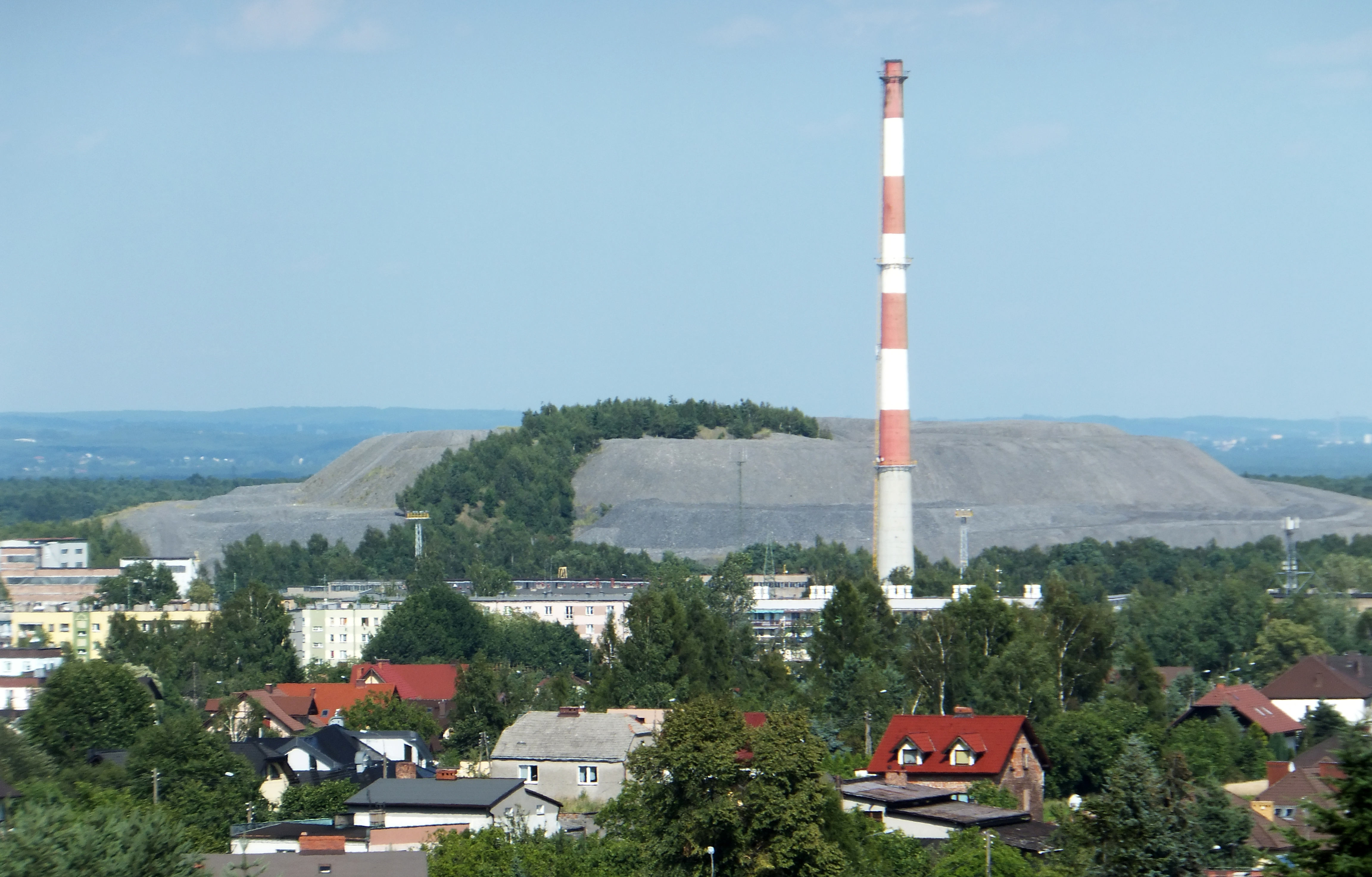
Hałda w Lędzinach

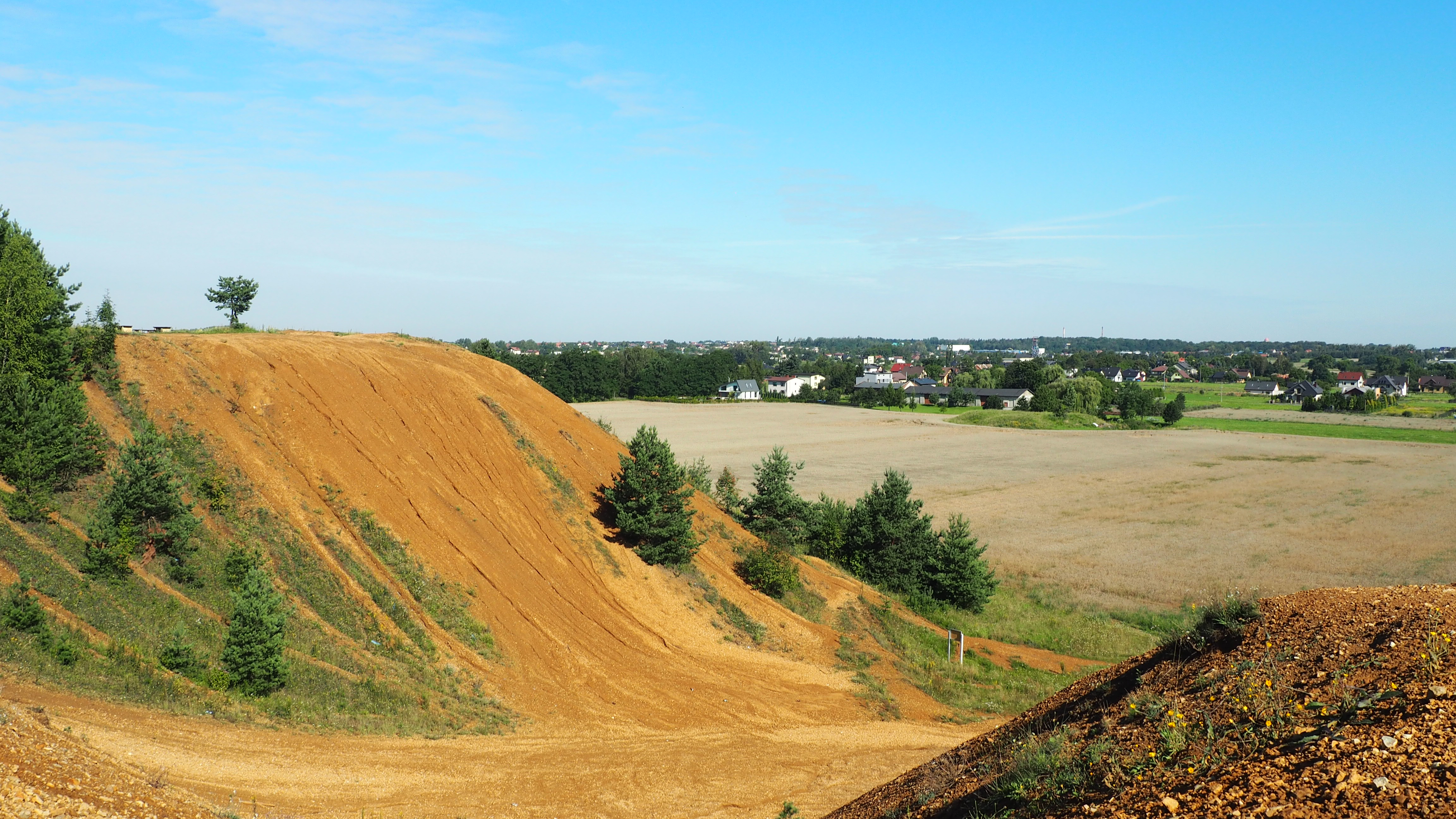
Hałda popłuczkowa w Tarnowskich Górach

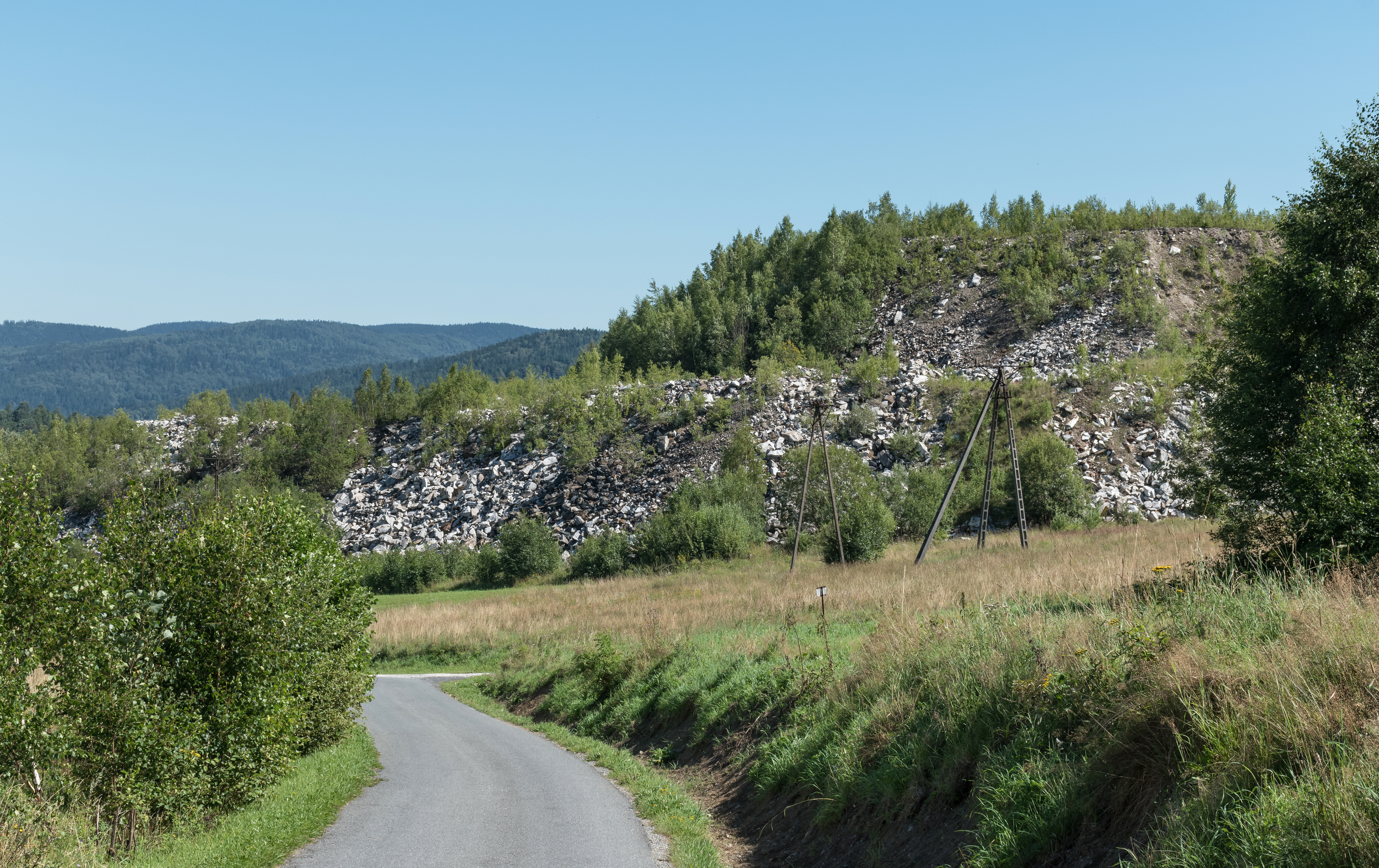
Hałdy w kamieniołomie marmuru w Stroniu Śląskim

Hałda, zwałowisko (śl. hołda, berga, od stpol. hala – usypisko, wysypisko) – antropogeniczna forma ukształtowania powierzchni ziemi, wysypisko skały płonnej lub stałych odpadów przemysłowych (popiół, żużel) powstających w wyniku eksploatacji kopalin lub przerobu surowców w zakładach przemysłowych wydobycia i przetwórstwa węgla oraz rud metali, a także w zakładach związanych z energetyką. Hałdy są nieużytkami. Usypane są z nieposzukiwanych surowców i większość z nich stanowi zagrożenie dla środowiska naturalnego przez wiele lat, z tego względu prowadzona jest ich rekultywacja i zagospodarowanie, w celu ograniczenia ich negatywnego oddziaływania.
Na nowo usypywanych hałdach związanych z górnictwem węgla kamiennego, za pomocą nowych metod, skała płonna jest lepiej odsiana od pozostałości węgla, wysypywany materiał zostaje sprasowany, działalności te zabezpieczają przed samozapłonem, występującym na starych hałdach. Obecnie prowadzi się działania prowadzące do uzyskania gleby (czasami usypuje się wierzchnią warstwę), kanałami deszczowymi odprowadza wodę chroniąc przed jej wypłukaniem. Następną czynnością jest zasianie trawy, po minięciu odpowiedniego okresu hałda zostaje zalesiona. Hałdy nie można zalesiać od razu, bowiem korzenie drzew prowadzą do rozluźnienia i napowietrzenia materiału, co w konsekwencji zwiększa niebezpieczeństwo samozapłonu.
W Polsce najwięcej hałd występuje na Górnym Śląsku. Jedną z najwyższych hałd w Europie jest hałda „Szarlota” w Rydułtowach (wysokość względna 134 m, szczyt 406 m n.p.m.). Najwyższe wzniesienie w Polsce środkowej to hałda Góra Kamieńska 386 m n.p.m.
Hałdy – poza negatywnym znaczeniem dla środowiska – z drugiej strony stanowią siedlisko wielu gatunków roślin, w tym dużej liczby chronionych m.in. z rodziny storczykowatych. Badania naukowe wskazują, że hałdy pozostawione bez rekultywacji, a więc takie, na których trwają spontaniczne procesy przyrodnicze, wykazują trzydziestokrotnie większy wskaźnik „nowości biologicznej”. Wskaźnik ten określa w jakim stopniu roślinność danego obszaru składa się z nierodzimych gatunków
oraz jak bardzo te gatunki są niepodobne do rodzimych.
Z niektórych hałd prowadzi się eksploatację pierwiastków śladowych lub innych minerałów zawartych w odpadach wydobywczych. Do takiej działalności nie ma zastosowania Prawo geologiczne i górnicze, bowiem hałda nie jest w rozumieniu przepisów tejże ustawy uznawana za złoże kopaliny. Skałę płonną z niektórych hałd wykorzystuje się jako tłuczeń drogowy lub dla podobnych celów.